# Estación de Cornellá
Cornellá (Cornellà en catalán y oficialmente) y Cornellá Centro es un intercambiador multimodal metro-tranvía-cercanías situado en el centro de Cornellá de Llobregat. Es punto de enlace (y cabecera) de la línea 5 de Metro de Barcelona con dos líneas de Cercanías (R1 y R4) y dos líneas del Trambaix (T1 y T2). 
Es la estación central del municipio de Cornellá de Llobregat, aunque no es la única, pues tiene otras dos estaciones de metro y dos de la línea Llobregat-Anoia de FGC: Cornellà-Riera y Almeda situadas en la zona sur del municipio.
Existe la estación de metro desde 1983 debido a la ampliación de la línea 5 hasta esta estación. La estación o parada de tranvía se inauguró en 2004 y es semisubterránea al encontrarse en un paso subterráneo peatonal paralelo a un túnel que sirve de variante de la avenida principal por el centro del municipio para el tráfico rodado y que cruza así la vía del tren, lo que permite la reducción del tráfico por el centro del municipio.
Además, en los aledaños de la estación tienen parada varias líneas urbanas e interurbanas, entre ellas la L77 que procede de San Felíu de Llobregat y que une la estación intermodal con el Aeropuerto de Barcelona.
| << cabecera                                              | < estación     | línea | estación >              | cabecera >>          |
| -------------------------------------------------------- | -------------- | ----- | ----------------------- | -------------------- |
| Rodalies de Catalunya de Renfe                           |                |       |                         |                      |
| Molins de Rey                                            | San Juan Despí |       | Hospitalet de Llobregat | Mataró Arenys de Mar |
| San Vicente de Calders Villafranca del Panadés Martorell | San Juan Despí |       | Hospitalet de Llobregat | Tarrasa Manresa      |
| Metro de Barcelona                                       |                |       |                         |                      |
| terminal                                                 | terminal       |       | Gavarra                 | Vall d'Hebron        |
| Trambaix                                                 |                |       |                         |                      |
| Bon Viatge                                               | Les Aigües     |       | Ignasi Iglésias         | Francesc Macià       |
| Llevant - Les Planes                                     | Les Aigües     |       | Ignasi Iglésias         | Francesc Macià       |